# José Muro
José Tomás Muro y López-Salgado (Valladolid, 21 de diciembre de 1842-Madrid, 18 de junio de 1907) fue un abogado, geógrafo y político español.

## Biografía
Abogado, aunque en casi todas las bibliografía se le señala como catedrático de la Universidad de Valladolid, realmente pertenece al Cuerpo de Catedráticos de Institutos de 2.ª Enseñanza, ostentando la cátedra de Geografía e Historia en el Instituto de Valladolid desde 1872 hasta el 3 de mayo de 1895 en que se traslada al Instituto Cardenal Cisneros de Madrid. Esta documentación puede confirmarse en su expediente personal conservado en el Archivo General de la Administración del Estado AGA, así como en las Memorias Históricas del Instituto de 2.º Enseñanza de Valladolid, actual IES Zorrilla.Se distinguió por sus ideas y militancia republicanas. Fue diputado por primera vez en las Cortes de 1871, siéndolo después en las legislaturas siguientes. En la Primera República, Francisco Pi y Margall le llevó al Ministerio de Estado, cartera que desempeñó entre el 11 y el 28 de junio de 1873.
Después de la Restauración se mantuvo algún tiempo alejado de la actividad pública, volviendo al Congreso en 1884. Poco antes de su muerte sucedió a Nicolás Salmerón en la jefatura de la minoría republicana del Congreso.
Muy querido en su ciudad natal, Valladolid, el ayuntamiento de ésta puso su nombre a una nueva calle, ahora una importante céntrica vía, el 27 de junio de 1894. Del mismo modo, el consistorio cedió su sede para su capilla ardiente el 20 de junio de 1907, por la que desfilaron más de 10 000 vallisoletanos antes de trasladarle al Panteón de Vallisoletanos Ilustres.